# 니가타 뉴스 610
니가타 뉴스 610(新潟ニュース610)은 NHK 종합 텔레비전에서 방송되고 있는 프로그램으로 제작은 NHK 니가타 방송국에서 하고 있다.

## 방송 소개
- 2008년 3월 31일 첫방송을 시작해 현재까지 이어지고 있는 뉴스 프로그램으로 퇴근길 니가타현 지역의 뉴스를 전해주는 특징을 갖고 있다.

## 방송 시간
- 매주 월 ~ 금 오후 6시 10분 ~ 7시(50분)